# 七江镇
七江镇，是中华人民共和国湖南省邵陽市隆回县下辖的一个行政建制镇。2013年6月26日，隆回县十五届人大常委会举行第三次会议，撤销七江乡建七江镇。
2013年6月26日，隆回县十五届人大常委会举行第三次会议。会议审议了《隆回县人民政府关于撤销七江乡建立七江镇的议案》，并作出决定：同意七江乡改为建制镇。撤七江乡建七江镇。同年11月5日，湖南省人民政府批准撤销七江乡设立七江镇，以原七江乡的行政区域为新设七江镇的行政区域。
行政区域调整后，七江镇辖35个建制村,4个社区居委会，总面积82.2平方公里，总人口5.74万人。镇人民政府驻石背（原七江乡人民政府驻地）。七江乡改镇后，隆回县辖18个镇、6个乡和2个民族乡。至此，全市有乡级政区220个，其中24个街道、101个镇、74个乡、21个民族乡，共有基层组织5903个，其中393个社区居民委员会、5510个建制村。

## 行政区划
七江镇下辖以下地区：
贺家冲村、大虎坪村、平南村、双龙界村、水源村、兴旺村、上升村、七家铺村、富家村、五星村、石坪村、南冲村、水西凼村、排溪村、锌铅村、金寨下村、洞头印村、石背村、鸟树下村、永华村、枫木冲村、斗照楼村、元古界村、黄家村、杨家山村、寨冲村、马鞍界村、双合村、明星村、高家村、花桥村、千谷坳村、棉花园村、双桂村、大白竹村、石田村、建华村、浆泥冲村、金塘村和原种场村。